# Nordli kommun
Nordli kommun (norska: Nordli kommune) var en kommun i dåvarande Nord-Trøndelag fylke i Norge. Kommunen omfattade den norra delen av nuvarande Lierne kommun och gränsade till Jämtlands län i Sverige i öster. Tätorten Sandvika utgjorde kommunens centralort.

## Administrativ historik
Nordli kommun upprättades den 1 juli 1915 när den dåvarande kommunen Lierne delades i två och de båda kommunerna Nordli respektive Sørli bildades. Kommunen hade 863 invånare vid upprättandet.
Den 1 januari 1964 gick Nordli kommun, tillsammans med Sørli kommun, åter upp i Lierne kommun. Kommunens hade då 1 147 invånare.